# NGC 7000

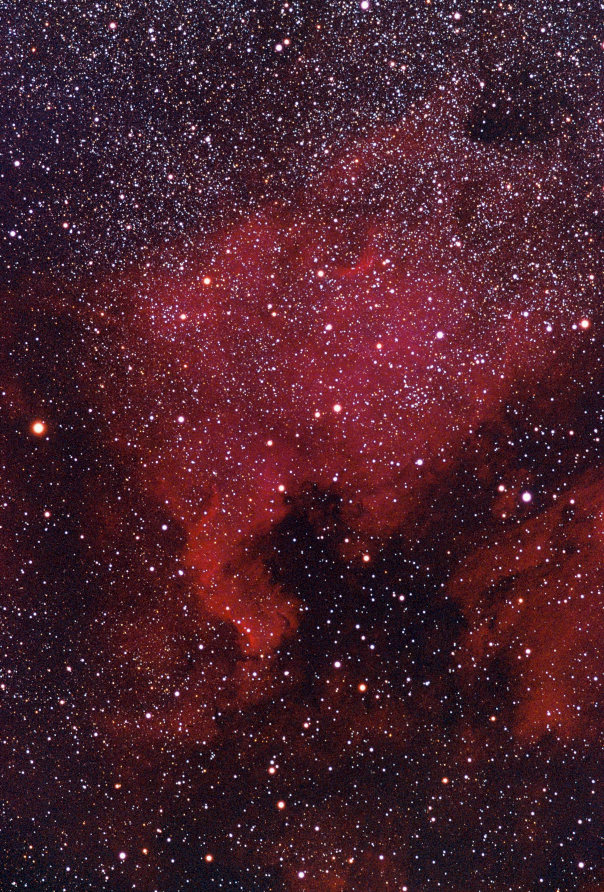
NGC 7000

NGC 7000 (denumită și Caldwell 20 sau Nebuloasa America de Nord) este o nebuloasă de emisie din constelația Lebăda. Este localizată în apropierea stelei Deneb. Denumirea comună provine de la forma nebuloasei, aceasta fiind asemănătoare cu cea a continentului nord-american, conținând chiar și forma Golfului Mexic.  A fost descoperită de William Herschel pe 24 octombrie 1786, în Slough, Anglia.